# Pinus praetermissa
Pinus praetermissa ist eine Pflanzenart aus der Gattung der Kiefern (Pinus) innerhalb der Familie der Kieferngewächse (Pinaceae). Das natürliche Verbreitungsgebiet liegt in Mexiko. Es ist keine besondere Nutzung bekannt.

## Beschreibung

### Erscheinungsbild
Pinus praetermissa wächst als immergrüner Baum oder Strauch und erreicht Wuchshöhen von meist 10 bis 15 Metern, selten bis zu 20 Metern. Der Stamm ist verdreht oder gekrümmt und kann sich schon nahe dem Boden verzweigen. Der Brusthöhendurchmesser beträgt etwa 30 Zentimetern. Die Stammborke ist dünn und in unregelmäßige, längliche und rötlich braune Platten unterteilt, die durch flache Furchen getrennt sind. Die Äste stehen waagrecht, sie sind lang, verdreht und formen eine breite, unregelmäßige, offene Krone. Junge Triebe sind dünn, unbehaart, anfangs rötlich braun und später graubraun.

### Knospen und Nadeln
Die vegetativen Knospen sind nicht harzig und eiförmig länglich bis zylindrisch. Endständige Knospen sind 10 bis 15 Millimeter lang, seitenständige Knospen sind eiförmig-spitz und kleiner. Die als Knospenschuppen ausgebildeten Niederblätter sind hellbraun, pfriemlich, nicht zurückgebogen, 7 bis 10 Millimeter lang und trockenhäutig. Die Nadeln wachsen meist zu fünft, seltener zu viert in einer 11 bis 14 Millimeter langen, sich auf 7 bis 12 Millimeter verkürzenden, bleibenden, unter Witterungseinfluss dunkelbraunen bis grauen Nadelscheide, die mit dem Nadelbündel abfällt. Die Nadeln sind hellgrün, gerade, dünn, biegsam aber nicht hängend, ab 8 meist 10 bis 16 Zentimeter lang und 0,5 bis 0,8 Millimeter dick. Der Nadelrand ist fein gesägt, das Ende spitz. Auf allen Nadelseiten gibt es undeutliche Spaltöffnungsstreifen. Es werden meist ein oder zwei selten bis vier dünne Harzkanäle gebildet. Die Nadeln bleiben zwei bis drei Jahre am Baum.

### Zapfen und Samen
Die Pollenzapfen sind rosafarben bis rötlich und bei einer Länge von 1 bis 1,5 Zentimetern sowie bei einem Durchmesser von etwa 5 Millimetern eiförmig-länglich bis zylindrisch. Die Samenzapfen wachsen meist einzeln, selten gegenüberstehend, nahe den Zweigenden auf dünnen, bis zu 35 Millimeter langen, gebogenen Stielen. Ausgewachsene Zapfen sind bei einer Länge von meist 5 bis 6,5 (4 bis 7) Zentimetern sowie bei Durchmessern ab 5 meist von 6 bis 8 Zentimetern breit-eiförmig bis beinahe rund und manchmal breiter als lang, geöffnet häufig mit einer abgeflachten Basis. Die meist 50 bis 80 selten bis 120 Samenschuppen sind länglich, gerade oder zurückgebogen, mehr oder weniger symmetrisch, dünn holzig und steif. Die Apophyse ist flach bis leicht erhöht, radial gestreift bis quer gekielt, im Umriss rhombisch bis fünfeckig und glänzend hellbraun bis glänzend gelblich braun. Der Umbo liegt dorsal, er ist flach bis leicht erhöht und stumpf.
Die schwarzgrauen oder schwarz gefleckten Samen sind bei einer Länge von 5 bis 8 Millimetern sowie bei Durchmessern von 3 bis 4 Millimetern schief-eiförmig. Die Samenflügel sind 12 bis 18 Millimetern lang und 5 bis 8 Millimeter breit.

## Vorkommen und Gefährdung
Das natürliche Verbreitungsgebiet von Pinus praetermissa liegt in Mexiko in den Bundesstaaten Durango, Jalisco, Nayarit und Sinaloa. In Mexiko hat diese Art das eingeschränkteste Verbreitungsgebiet aller Kiefernarten aus der Untergattung Pinus, nur Pinus maximartinezii und Pinus rzedowskii aus der Untergattung Strobus haben kleinere Verbreitungsgebiete.
Pinus praetermissa wächst in trockenen, offenen Mischwäldern aus Kiefern und Eichen oder in tropischen Laubwäldern auf felsigem Untergrund im Höhen von 900 bis 1900 Metern. Das Verbreitungsgebiet wird der Winterhärtezone 9 zugerechnet mit mittleren jährlichen Minimaltemperaturen zwischen −6,6° und −1,2° Celsius (20 bis 30° Fahrenheit). Die jährliche Niederschlagsmenge reicht von 1000 bis 1500 Millimetern, von November bis Mai ist eine Trockenperiode. Die Art wächst zusammen mit Pinus devoniana, Pinus lumholtzii, Pinus pseudostrobus und möglicherweise mit Pinus oocarpa.
In der Roten Liste der IUCN wird Pinus praetermissa als „nicht gefährdet“ (= „Lower Risk/least concern“) eingestuft. Es wird jedoch darauf hingewiesen, dass eine Neubeurteilung notwendig ist.

## Systematik
Vertreter des Taxons wurden bis 1990 der Art Pinus oocarpa zugeordnet und erst 1990 von Brian Thomas Styles und Rogers McVaugh in "A Mexican pine promoted to specific status: Pinus praetermissa." in: Contributions from the University of Michigan Herbarium, Volume 17, Seite 310, f. 1–2 als eigene Art Pinus praetermissa erstbeschrieben. Das Artepitheton praetermissa stammt aus dem Lateinischen und bedeutet „übersehen“ oder „übergangen“ und verweist auf den Umstand, dass die Art lange Zeit nicht als solche erkannt wurde. Ein Synonym für Pinus praetermissa ist Pinus oocarpa var. microphylla Shaw.
Die Art Pinus praetermissa gehört zur Untersektion Australes aus der Sektion Trifoliae in der Untergattung Pinus innerhalb der Gattung Pinus. Pinus praetermissa ist nahe verwandt mit Pinus oocarpa, wobei sich vor allem die geschlossenen Zapfen ähneln. Geöffnete Zapfen von Pinus oocarpa bleiben noch lange nach Abgabe der Samen am Baum, während die Zapfen von Pinus praetermissa bald nach dem Öffnen abfallen. Die Nadeln von Pinus praetermissa sind kürzer und weicher und zeigen weniger Spaltöffnungsstreifen und weniger Harzkanäle.

## Verwendung
Es ist keine spezielle Verwendung bekannt, wahrscheinlich wird das Holz zusammen mit dem anderer Kiefernarten genutzt. Eine gärtnerische Verwendung ist nicht bekannt.